# Tore Mitraglia
Tore Mitraglia è un album di Benito Urgu che raccoglie delle gag registrate in studio nei primi anni '80. Uscito inizialmente in musicassetta, è stato ristampato su CD nel 2003 da Frorias Edizioni.

## Tracce
Tutti i brani e le gag sono di Benito Urgu.
Testi di Benito Urgu.
1. Tore Mitraglia (Parte Prima) – 16:22
2. Mitraglia Tore (Parte Seconda) – 16:24